# Tjetnik
Tjetnikkerne (Четници/Četnici på serbisk) var en serbisk ultranationalistisk milits under kongen i mellemkrigstiden og specielt under 2. verdenskrig. Tjetnikkerne kæmpede først imod, men samarbejdede senere med tyskerne under besættelsen af Balkan.
Betegnelsen tjetnik bliver brugt om serbere, men betragtes som meget nedladende.[kilde mangler]